# San Flaviano (Recanati)

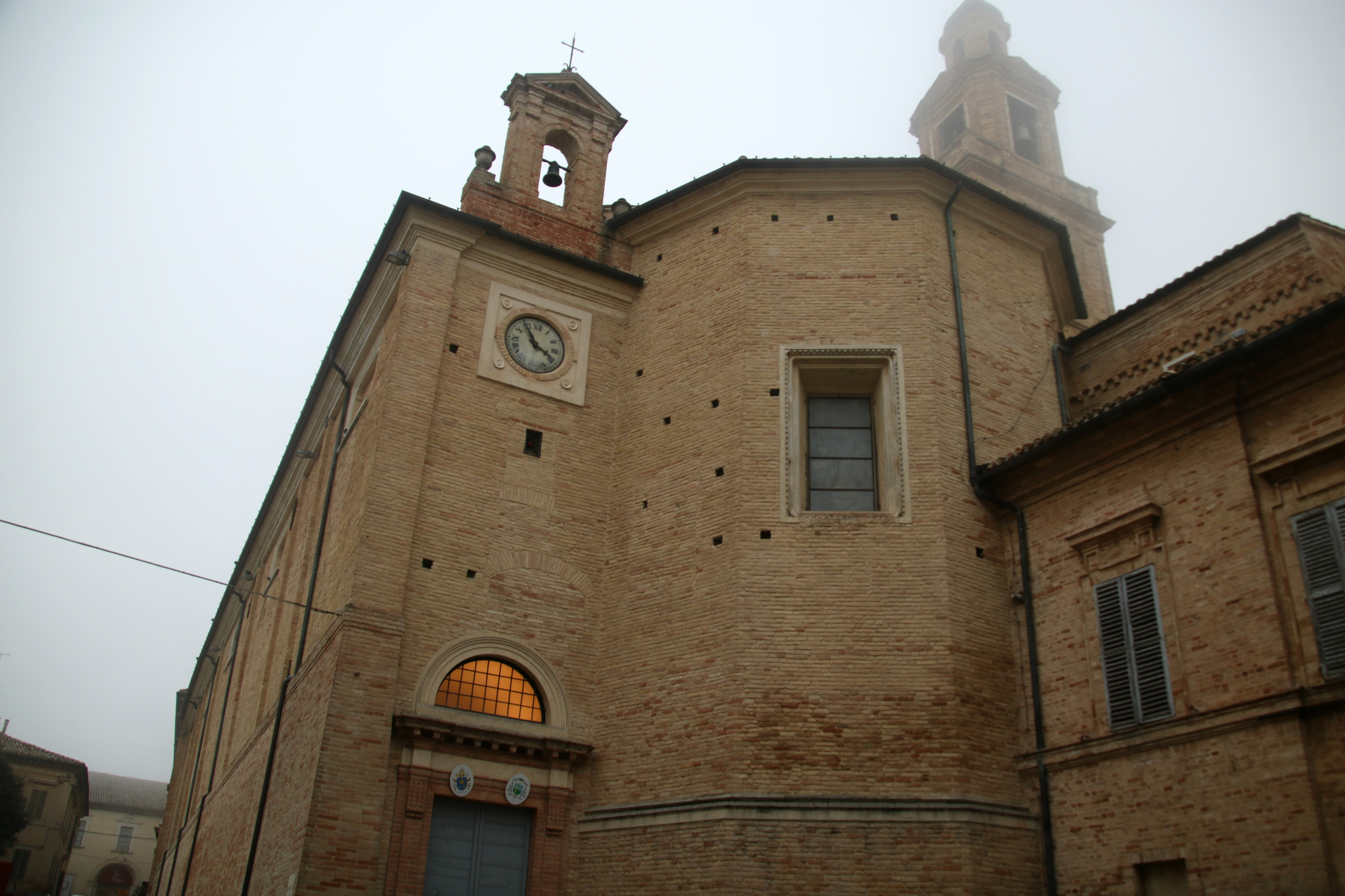
San Flaviano

San Flaviano ist eine römisch-katholische Kirche in Recanati in der italienischen Region Marken. Die ehemalige Konkathedrale des Bistums Macerata-Tolentino-Recanati-Cingoli-Treia ist Flavianus von Ricina gewidmet. Der Dom von Recanati wurde im 13. Jahrhundert nach Errichtung des mit Unterbrechungen bis 1986 existierenden Bistums Recanati erbaut und am 12. Juni 1805 von Papst Pius VI. in den Rang einer Basilica minor erhoben.
1940 wurde die Kirche zum italienischen Nationaldenkmal erklärt.

## Geschichte und Beschreibung
Von der ursprünglichen Kirche vermutlich aus dem 10. Jahrhundert sind nur Spuren in der heutigen Krypta erhalten. Die Widmung Flavianus an den ersten Bischof der römischen Vorgängerstadt Helvia Recina könnte sich auch auf den Patriarchen Flavianus von Konstantinopel bezogen haben, von dem eine Reliquie aus Giulianova in der Kathedrale aufbewahrt wird.

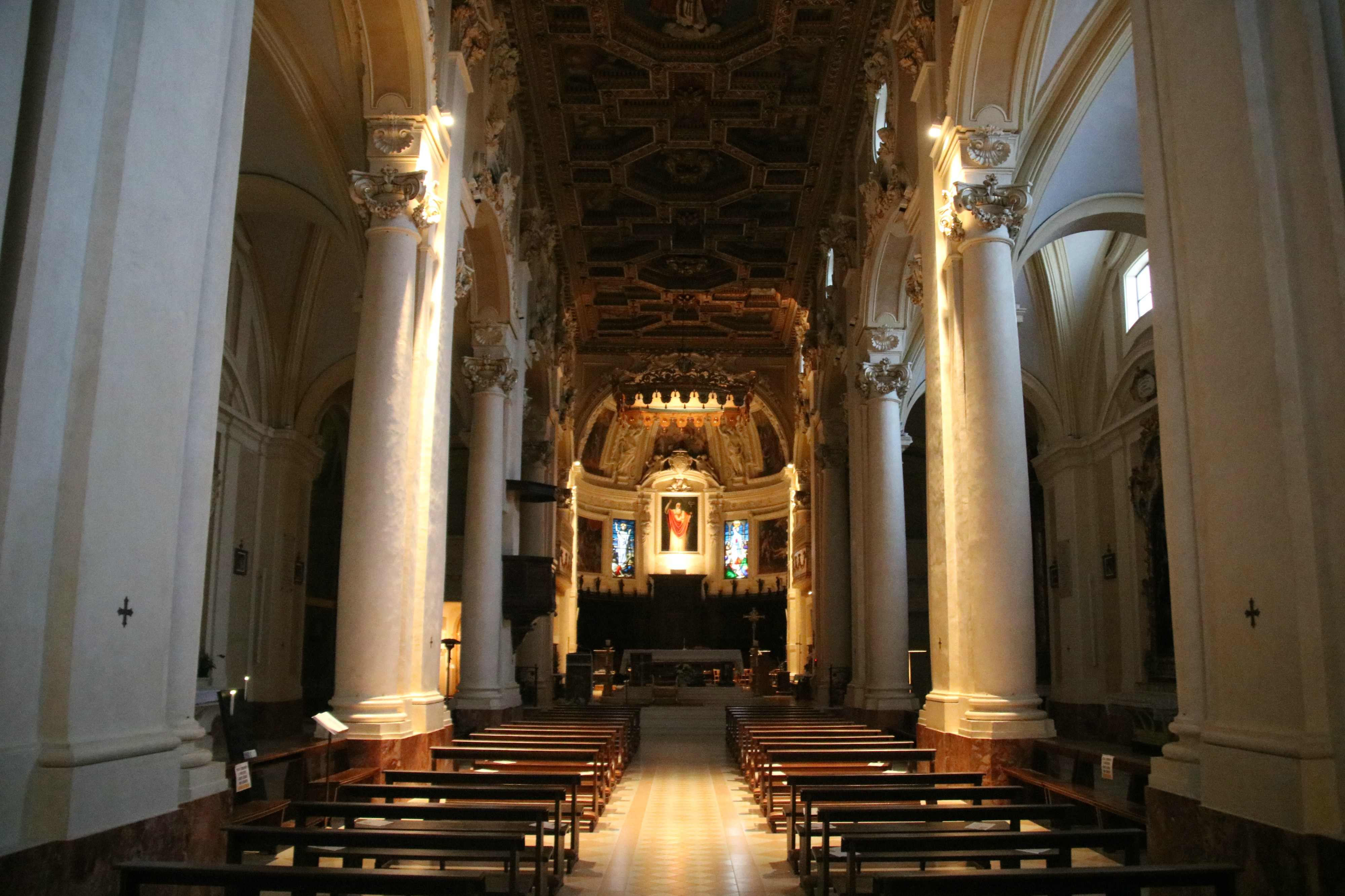
Innenraum

Zu Beginn des 13. Jahrhunderts wurde eine neue Kirche gebaut, die dann von Kardinal Angelo da Bevagna zwischen 1389 und 1412 wieder aufgebaut wurde. Die dreischiffige Basilika wurde immer wieder überarbeitet und verschönert: von besonderem Wert ist die Kassettendecke, die 1620 eingeführt wurde. Die Apsis wurde 1650 mit Stuck und Fresken geschmückt: Bei dieser Gelegenheit wurden das Martyrium von St. Flavianus, das Martyrium von St. Paolina, die Verkündigung, die Übersetzung des Heiligen Hauses Loreto und die Geburt der Jungfrau Maria dargestellt. Die beiden Orgeln wurden von Inzoli für die Heilig-Herz-Kirche in Macerata gebaut und 1995 von Alessandro Girotto übertragen, der sie in die historische Orgelgehäuse von Nacchini di Destra einfügte: Die Fassadenstäbe sind von Nacchini, der einzige Teil des Gehäuses, der erhalten wurde, und auf der linken Seite Vegezzi Bossi. 1995 beauftragte Lauro Cingolani die Installation des neuen, dreimanualigen Spieltischs mit digitaler Übertragung, um beide Orgeln aus dem Chor zu spielen.

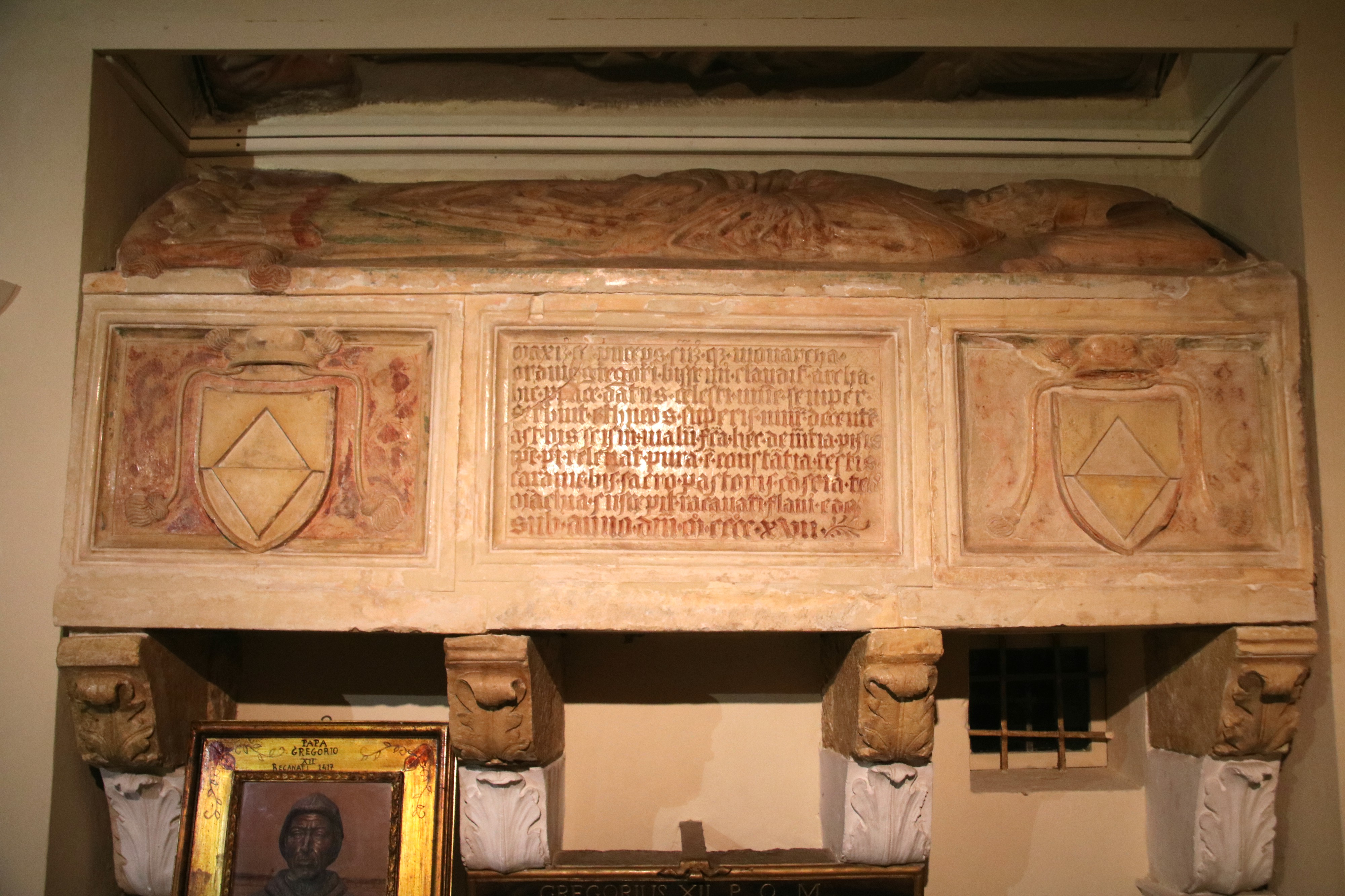
Sarkophag von Papst Gregor XII.

Mehrere Bischöfe aus Recanate sind in der Krypta begraben. Weiterhin befinden sich in der Kathedrale den Sarkophage von Bischof Nicole dall‘Aste da Forlé, der den Bau der großen Basilika des Heiligen Hauses Loreto veranlasste, und von Papst Gregor XII., dem letzten Papst, der nicht in Rom begraben wurde. Mit der schrittweisen Schaffung des heutigen Bistums Macerata wurde die frühere Kathedrale 1985 erst zur Konkathedrale und 2022 zur Pfarrkirche.
Angrenzend an die Basilika befindet sich der alte Bischofspalast, in dem nach Jahrzehnten der Vernachlässigung seit 1957 das Diözesanmuseum untergebracht ist.